# Căzănești (okręg Vâlcea)
Căzănești – wieś w Rumunii, w okręgu Vâlcea, w gminie Milcoiu. W 2011 roku liczyła 123 mieszkańców.